# Acrotrichis pumila
Acrotrichis pumila är en skalbaggsart som först beskrevs av Wilhelm Ferdinand Erichson 1845.  Acrotrichis pumila ingår i släktet Acrotrichis, och familjen fjädervingar. Arten är reproducerande i Sverige.